# Isla de Petit Ribaud
Isla de Petit Ribaud o isla del Pequeño Ribaud (en francés: Île du Petit Ribaud) es una isla situada entre la isla de Gran Ribaud y la península de Giens, al suroeste del embarcadero de Tour Fondue en Hyères, al sur del país europeo de Francia.
La isla de Ribaudon se encuentra entre la punta de tierra roja (pointe de terre rouge) y la isla de Petit Ribaud.
Una casa de piedra construida en dos niveles se puede observar en pequeño Ribaud. La isla se encuentra actualmente abandonada.